# Верес Ганна Іванівна
Га́нна Іва́нівна Ве́рес  (21 грудня 1928, Обуховичі —11 червня 2003, Обуховичі) — українська вишивальниця й ткаля; членкиня Спілки радянських художників України з 1965 року та Національної спілки майстрів народного мистецтва України з 1999 року. Донька ткалі Марії Пособчук, мати майстринь Валентини та Олени Верес.

## Життєпис
Народилася 21 грудня 1928 року в селі Обуховичах (нині Вишгородський район Київської області, Україна). Здобула середню освіту. Майстерності навчалась у своєї матері — Марії Пособчук.
У 1948—1958 роках працювала у філії київського виробничо-художнього об'єднання в Обуховичах; з 1977 року — у Художньому фонді Кєва. Жила у Києві, в будинку на провулку Бастіонному, № 9, квартира 15. У 1988—1992 роках створила Музей народного ткацтва у смт Іванкові. Померла в Обуховичах 11 червня 2003 року.

## Творчість
Працювала в галузі декоративного мистецтва (художня вишивка). Авторка і виконавиця традиційних поліських тканих рушників, декоративних тканин та панно. Серед робіт:
декоративні рушники
- «Україно, мати моя» (1956)
- «Женці жнуть» (1962);
- «Україно, мати моя» (1966);
- «Золота осінь» (1966);
- «Цвіти, Україно» (1967);
- цикли рушників «Наша дума, наша пісня» (1967, техніка перебірного ткацтва);
- «В сім'ї вольній, новій» (1969);
- «Радянська Україна» (1971);
- «Щедрість» (1973);
- «Дзвони Чорнобиля» (1988);
- «Блискавка» (1990);

декоративні тканини
- «Наша дума, наша пісня» (1965);
- «Квіти Полісся» (1967);
- «Київ — сад» (1975);
- «Щастя землі» (1985);
- «Хай буде мир на всій землі»;
- «Радуйся, ниво неполитая»;
- «Вічний вогонь»;

панно
- «Слався, Вітчизно» (1978, готель «Україна» в Москві);
- «Пам'ять полум'яних літ» (1984);
- «Квітни, Україно» (1984);
- «Космічні далі» (1990);
- «Мамина вишня» (1990);
- «Спалах-трагедія Чорнобиля» (1991, присвячене Чорнобильській катастрофі).

У 1966—1968 виконала орнаментальні рушники, які присвятила Тарасу Григоровичу Шевченку. Репродукціями її рушників у співавторстві з Ганною Василащук ілюстровано «Кобзар» Шевченка (Київ, 1971).
Брала участь у республіканських та зарубіжних виставках з 1960 року, всесоюзних — з 1961 року. Творчості майстрині присвячені кінофільми «Ляда» (1974, «Київнаукфільм»), «А льон цвіте» (1980, «Укртелефільм»).
Її роботи експонуються у Національному музеї Тараса Шевченка у Києві, Шевченківському національному заповіднику в Каневі, Національному музеї українського народного декоративного мистецтва. Окремі роботи майстрині, що зберігалися в Іванківському історико-краєзнавчому музеї, згоріли 27 лютого 2022 року внаслідок пожежі, що виникла під час бою з російськими окупантами в ході російсько-української війни.

## Відзнаки
- Нагороджена орденом «Знак Пошани»;
- Шевченківська премія за 1968 рік (разом з Ганною Василащук за цикл українських народних тканих рушників, створених у 1965—1967 роках)[3];
- Заслужений майстер народної творчості УРСР з 1977 року;
- Народний художник України з 1995 року.